# 帕度错
帕度错（藏語：མཚོ་སྡོད་སྦལ，威利转写：mtsho sdod sbal，THL：Tso Döbel）也作拔度错，位于中国西藏自治区那曲市尼玛县境内，地处尼玛县东部，唐古拉山山间盆地内。湖面海拔4750米，面积59.5平方公里。湖区年均气温-6～-4℃，年均降水量150～200毫米。湖水主要靠地表径流补给，以西南岸入湖的萨嘎尔臧布为最大。